# Leopoldsburg
Leopoldsburg (in de omgeving ook wel 't Kamp genoemd) is een plaats en gemeente in de Belgische provincie Limburg. Het is een fusiegemeente die bestaat uit Leopoldsburg en Heppen en behoort tot het kieskanton en het gerechtelijk kanton Beringen. De gemeente telt ruim 16.000 inwoners.

## Geschiedenis
Leopoldsburg is vooral bekend vanwege de kazerne Leopoldsburg en de uitgestrekte oefenterreinen van het Belgisch leger. Deze terreinen werden ingericht in 1835 als verdediging tegen Nederland door koning Leopold I, die er in de beginjaren als graag geziene gast geregeld verbleef in zijn Koninklijke Villa.
Zowel Heppen als Leopoldsburg maakten historisch deel uit van Beverlo, dat samen met Oostham en Kwaadmechelen de heerlijkheid Ham vormde. Zo heette het militaire domein aanvankelijk Kamp van Beverlo. De burgers die in het kamp woonden werden vanaf 1842 verplicht het kampdomein te verlaten en mochten zich vestigen in een vanaf de tekenplank ontworpen (dambord)verkaveling (omheen de aanvankelijke plaats: kerkhof (1835), kerk (1842), pastorie (1844), postkantoor (1844), schooltje (1842) en afspanning met herberg. Deze verkaveling kreeg de naam die op de ontwerpen vermeld stond in 1842, namelijk Bourg (naar de planontwerper, Bourg uit Bois-du-Luc, en het bij aardrijkskundige namen vaak voorkomende suffix '-bourg'). In 1850 werd er uit dynastieke overwegingen de voornaam van de eerste Belgische vorst aan toegevoegd en werd deze nieuwe gemeenschap bij wet van 4 juni 1850 afgesplitst van de gemeente Beverlo tot een eigen gemeente Bourg-Léopold. De vernederlandsing werd een feit op 14 juni 1932, toen de naam Leopoldsburg officieel werd bekrachtigd.
De eerste burgers leefden van kleinschalige landbouw op de arme heidegronden en de turfwinning. Daarnaast vormde ook de recuperatie van loden kogels en paardenmest een interessante bijverdienste.
Tegen 1850 waren er in de gemeente meerdere bedrijven. Er stond een bergmolen (jaarlijkse maalgrondstof 400.000 kg), een jeneverstokerij (32.760 kannen van elk 1,5 liter) en een bierbrouwerij (125 hl/jaar). Verder had men, naast kleine ambachten een kaarsenfabriek, een tabaksfabriek, een steenbakkerij en een kanaalhaven.
In 1878 werd station Leopoldsburg aan de spoorlijn van Hasselt naar Mol geopend.
Het Belgische sportwagenmerk Edran is te Leopoldsburg gevestigd.
Op 9 december 2005 onthulde Prins Filip een borstbeeld van koning Leopold I aan het Albert-I plein in het kader van de 175/25 viering.
Op 17 februari 2015 werd het beeld van koning Albert I onthuld op het Albert I plein. Dit beeld is van de hand van Mariejo Drees, een plaatselijke kunstenares.
Sinds 3 juni 2007 heeft Leopoldsburg zijn eigen 'Walk Of Fame'; een ludieke knipoog naar de Hollywood Walk of Fame. Omdat veel Bekende Vlamingen (BV's) in Leopoldsburg opgroeiden, wilde de gemeente hen in de bloemetjes zetten met hun eigen ster. Deze werden op verschillende plaatsen in de stoep in de Nicolaylaan geplaatst. BV's die hun eigen ster kregen zijn tennisser Filip Dewulf, judoka Ingrid Berghmans, presentator Marcel Vanthilt, zanger Walter Grootaers, regisseur Dominique Deruddere, schrijver J.M.H. Berckmans, Leo Caerts en Pukkelpop-organisator Chokri Mahassine. De Kampse 'Walk of Fame' is uniek in België.

## Geografie

### Deelgemeenten
| # | Naam         | Opp. (km²) | Inwoners (2020) | Inwoners per km² | NIS-code |
| - | ------------ | ---------- | --------------- | ---------------- | -------- |
| 1 | Leopoldsburg | 13,04      | 11.032          | 846              | 71034A   |
| 2 | Heppen       | 9,55       | 4.804           | 503              | 71034B   |

### Overige kernen
Tot Leopoldsburg behoren ook de kernen Strooiendorp, Geleeg, Boskant en Immert.

### Nabijgelegen kernen
Schoorheide, Beverlo, Hechtel, Kerkhoven
| Aangrenzende gemeenten | Aangrenzende gemeenten | Aangrenzende gemeenten | Aangrenzende gemeenten | Aangrenzende gemeenten |
| ---------------------- | ---------------------- | ---------------------- | ---------------------- | ---------------------- |
| Balen                  |                        |                        |                        |                        |
|                        |                        |                        |                        |                        |
| Ham                    | Hechtel-Eksel          |                        |                        |                        |
|                        |                        |                        |                        |                        |
|                        |                        | Beringen               |                        |                        |

## Demografie

### Demografische ontwikkeling voor de fusie
- Bronnen:NIS 1831 t/m 1970=volkstellingen; 1976 = inwonertal per 31 december

### Demografische ontwikkeling van de fusiegemeente
Alle historische gegevens hebben betrekking op de huidige gemeente, inclusief deelgemeenten, zoals ontstaan na de fusie van 1 januari 1977.
- Bronnen:NIS, Opm:1831 tot en met 1981=volkstellingen; 1990 en later= inwonertal op 1 januari

| Inwoners van jaar tot jaar op 1 januari 1992 tot heden | Inwoners van jaar tot jaar op 1 januari 1992 tot heden | Inwoners van jaar tot jaar op 1 januari 1992 tot heden |
| jaar                                                   | Aantal                                                 | Evolutie: 1992=index 100                               |
| ------------------------------------------------------ | ------------------------------------------------------ | ------------------------------------------------------ |
| 1992                                                   | 13.655                                                 | 100,0                                                  |
| 1993                                                   | 13.682                                                 | 100,2                                                  |
| 1994                                                   | 13.697                                                 | 100,3                                                  |
| 1995                                                   | 13.716                                                 | 100,4                                                  |
| 1996                                                   | 13.719                                                 | 100,5                                                  |
| 1997                                                   | 13.748                                                 | 100,7                                                  |
| 1998                                                   | 13.710                                                 | 100,4                                                  |
| 1999                                                   | 13.703                                                 | 100,4                                                  |
| 2000                                                   | 13.796                                                 | 101,0                                                  |
| 2001                                                   | 13.857                                                 | 101,5                                                  |
| 2002                                                   | 13.966                                                 | 102,3                                                  |
| 2003                                                   | 14.029                                                 | 102,7                                                  |
| 2004                                                   | 14.150                                                 | 103,6                                                  |
| 2005                                                   | 14.247                                                 | 104,3                                                  |
| 2006                                                   | 14.403                                                 | 105,5                                                  |
| 2007                                                   | 14.472                                                 | 106,0                                                  |
| 2008                                                   | 14.643                                                 | 107,2                                                  |
| 2009                                                   | 14.828                                                 | 108,6                                                  |
| 2010                                                   | 14.907                                                 | 109,2                                                  |
| 2011                                                   | 15.070                                                 | 110,4                                                  |
| 2012                                                   | 15.172                                                 | 111,1                                                  |
| 2013                                                   | 15.178                                                 | 111,2                                                  |
| 2014                                                   | 15.210                                                 | 111,4                                                  |
| 2015                                                   | 15.213                                                 | 111,4                                                  |
| 2016                                                   | 15.358                                                 | 112,5                                                  |
| 2017                                                   | 15.526                                                 | 113,7                                                  |
| 2018                                                   | 15.625                                                 | 114,4                                                  |
| 2019                                                   | 15.755                                                 | 115,4                                                  |
| 2020                                                   | 15.850                                                 | 116,1                                                  |
| 2021                                                   | 16.065                                                 | 117,6                                                  |
| 2022                                                   | 16.125                                                 | 118,1                                                  |
| 2023                                                   | 16.407                                                 | 120,2                                                  |
| 2024                                                   | 16.607                                                 | 121,6                                                  |
| 2025                                                   | 16.858                                                 | 123,5                                                  |

## Politiek

### Structuur
De gemeente Leopoldsburg ligt in het kieskanton Beringen (dewelke hetzelfde is als het provinciedistrict Beringen), het kiesarrondissement Hasselt-Tongeren-Maaseik (identiek aan de kieskring Limburg).
| Leopoldsburg     | Leopoldsburg     | Supranationaal         | Nationaal                         | Nationaal          | Gemeenschap       | Gewest            | Provincie         | Arrondissement           | Provinciedistrict | Kanton          | Gemeente        |
| ---------------- | ---------------- | ---------------------- | --------------------------------- | ------------------ | ----------------- | ----------------- | ----------------- | ------------------------ | ----------------- | --------------- | --------------- |
| Administratief   | Niveau           | Europese Unie          | België                            | België             | Vlaanderen        | Vlaanderen        | Limburg           | Hasselt                  | Hasselt           | Hasselt         | Leopoldsburg    |
| Administratief   | Bestuur          | Europese Commissie     | Belgische regering                | Belgische regering | Vlaamse regering  | Vlaamse regering  | Deputatie         | Deputatie                | Deputatie         | Deputatie       | Gemeentebestuur |
| Administratief   | Raad             | Europees Parlement     | Kamer van volksvertegenwoordigers | Vlaams Parlement   | Vlaams Parlement  | Vlaams Parlement  | Provincieraad     | Provincieraad            | Provincieraad     | Provincieraad   | Gemeenteraad    |
| Kiesomschrijving | Kiesomschrijving | Nederlands Kiescollege | Kieskring Limburg                 | Kieskring Limburg  | Kieskring Limburg | Kieskring Limburg | Kieskring Limburg | Hasselt-Tongeren-Maaseik | Beringen          | Beringen        | Leopoldsburg    |
| Verkiezing       | Verkiezing       | Europese               | Federale                          | Federale           | Vlaamse           | Vlaamse           | Provincieraads-   | Provincieraads-          | Provincieraads-   | Provincieraads- | Gemeenteraads-  |

### Geschiedenis

#### Lijst van burgemeesters
| Tijdspanne | Tijdspanne  | Burgemeester                       |
| ---------- | ----------- | ---------------------------------- |
|            | 1850 - 1871 | Hubert Vander Elst (LP)            |
|            | 1872 - 1873 | Herman Bijnens (LP)                |
|            | 1873 - 1885 | Henri Leonard (LP)                 |
|            | 1885 - 1890 | Eloi Hellenbosch (Kath. Partij)    |
|            | 1891 - 1898 | Henri Leonard (LP)                 |
|            | 1898 - 1907 | Evarist Couwenbergh (LP)           |
|            | 1907 - 1908 | Jean Joseph Lemmens (waarnemend)   |
|            | 1908 - 1920 | Marie-Joseph Jacobs (Kath. Partij) |
|            | 1914        | Jean Joseph Lemmens (waarnemend)   |
|            | 1920 - 1921 | Constant Oeyen (waarnemend)        |
|            | 1921 - 1926 | Leonard Mees (LP)                  |

| Tijdspanne | Tijdspanne   | Burgemeester                             |
| ---------- | ------------ | ---------------------------------------- |
|            | 1927 - 1938  | Louis Napoleon Lecocq (UCB)              |
|            | 1939 - 1943  | Joseph Lecocq (UCB)                      |
|            | 1943 - 1944  | Henri Billiau (oorlogsburgemeester, VNV) |
|            | 1944 - 1945  | Frans Maris (waarnemend, UCB)            |
|            | 1945 - 1947  | Victor Hartert (LP)                      |
|            | 1947 - 1971  | Gaston Oeyen (CVP)                       |
|            | 1971 - 2000  | Door Steyaert (CVP)                      |
|            | 2000 - 2012  | Erwin Van Pée (sp.a)                     |
|            | 2013 - 2024  | Wouter Beke (CD&V)                       |
|            | 2019 - 2022  | Marleen Kauffmann (waarnemend, CD&V)     |
|            | 2024 - heden | Marleen Kauffmann (CD&V)                 |

#### Legislatuur 1989 - 1994
Er nemen twee groene partijen deel aan de verkiezingen, met name Agalev en Groene partij Leopoldsburg (GAL).

#### Legislatuur 1995 - 2000
Kieslijst Algemene Ouderenvereniging Vlaanderen (AOV) neemt deel aan de verkiezingen.

#### Legislatuur 2013-2018
Open Vld trok naar de kiezer onder de naam 'Pro Leopoldsburg-Heppen', sp.a onder de naam 'Lijst van de burgemeester'. Burgemeester was Wouter Beke (CD&V). Hij leidde een coalitie bestaande uit CD&V en Lijst Burgemeester. Samen vormden ze de meerderheid met 15 op 25 zetels.

#### Legislatuur 2019-2024
Burgemeester is Wouter Beke (CD&V) die een coalitie leidt van CD&V en Vooruit die samen een meerderheid vormen van 17 op 25 zetels. Van 2019 tot 2022 trad Marleen Kauffmann (CD&V) op als waarnemend burgemeester, terwijl Beke Vlaams minister werd.

#### Legislatuur 2024 - 2030
De partijen PRO Leopoldsburg en CD&V vormen een kartel en zetelen daarna als één fractie in de gemeenteraad. Het nieuwe kartel behaalde direct 9 zetels en mag daarmee ook de burgemeester leveren. Samen met Vooruit, dat 7 zetels behaalde, vormen ze een meerderheid van 16 op 25 zetels. Deze legislatuur krijgt Leopoldsburg met Marleen Kauffmann (PRO CD&V) haar eerste vrouwelijke verkozen burgemeester.

#### Resultaten gemeenteraadsverkiezingen sinds 1976
| Partij of kartel     | Partij of kartel                                          | 10-10-1976 | 10-10-1976 | 10-10-1982 | 10-10-1982 | 9-10-1988 | 9-10-1988 | 9-10-1994 | 9-10-1994 | 8-10-2000 | 8-10-2000 | 8-10-2006 | 8-10-2006 | 14-10-2012 | 14-10-2012 | 14-10-2018 | 14-10-2018 | 13-10-2024 | 13-10-2024 |
| Stemmen / Zetels     | Stemmen / Zetels                                          | %          | 23         | %          | 23         | %         | 23        | %         | 23        | %         | 23        | %         | 23        | %          | 25         | %          | 25         | %          | 25         |
| -------------------- | --------------------------------------------------------- | ---------- | ---------- | ---------- | ---------- | --------- | --------- | --------- | --------- | --------- | --------- | --------- | --------- | ---------- | ---------- | ---------- | ---------- | ---------- | ---------- |
|                      | PVV1 / VLD2 / VLD-VIVANT3 / PRO Leopoldsburg4 / PRO CD&VB | 17,261     | 4          | 19,91      | 4          | 18,311    | 4         | 18,232    | 4         | 16,372    | 3         | 9,503     | 1         | 9,484      | 2          | 11,44      | 2          | 35,0B      | 9          |
|                      | CVP1 / CD&V+N-VAA / CD&V2 / PRO CD&VB                     | 34,181     | 9          | 38,551     | 9          | 38,561    | 10        | 41,41     | 10        | 24,771    | 6         | 27,68A    | 7         | 30,552     | 8          | 30,82      | 9          | 35,0B      | 9          |
|                      | CD&V+N-VAA / N-VA1                                        | -          |            | -          |            | -         |           | -         |           | -         |           | 27,68A    | 7         | 21,981     | 6          | 15,41      | 4          | 15,61      | 3          |
|                      | SP1 / sp.a2 / Burgemeester3 / Vooruit4                    | 33,341     | 8          | 41,551     | 10         | 35,821    | 9         | 32,581    | 8         | 30,491    | 8         | 40,532    | 10        | 27,763     | 7          | 30,22      | 8          | 26,34      | 7          |
|                      | Vlaams Blok1 / Vlaams Belang2                             | -          |            | -          |            | 1,931     | 0         | -         |           | 16,921    | 4         | 22,292    | 5         | 10,242     | 2          | 12,22      | 2          | 23,12      | 6          |
|                      | DORP                                                      | -          |            | -          |            | -         |           | -         |           | 10,52     | 2         | -         |           | -          |            | -          |            | -          |            |
|                      | BB                                                        | 13,61      | 2          | -          |            | -         |           | -         |           | -         |           | -         |           | -          |            | -          |            | -          |            |
|                      | Anderen (*)                                               | 1,62       | 0          | -          |            | 5,38      | 0         | 7,79      | 1         | 0,93      | 0         | -         |           | -          |            | -          |            | -          |            |
| Totaal stemmen       | Totaal stemmen                                            | 8414       | 8414       | 9191       | 9191       | 9546      | 9546      | 9267      | 9267      | 9779      | 9779      | 10666     | 10666     | 10635      | 10635      | 10903      | 10903      | 6991       | 6991       |
| Opkomst %            | Opkomst %                                                 |            |            |            |            | 95,41     | 95,41     | 93,28     | 93,28     | 93,68     | 93,68     | 95,54     | 95,54     | 91,90      | 91,90      | 92,5       | 92,5       | 57,3       | 57,3       |
| Blanco en ongeldig % | Blanco en ongeldig %                                      | 3,67       | 3,67       | 6,29       | 6,29       | 4,66      | 4,66      | 5,36      | 5,36      | 3,11      | 3,11      | 3,68      | 3,68      | 2,76       | 2,76       | 3,2        | 3,2        | 0,7        | 0,7        |

De zetels van de gevormde coalitie staan vetjes afgedrukt. De grootste partij is in kleur.
(*) 1976: VU / 1988: Agalev (3,48%), Groene Partij Leopoldsburg (1,9%) / 1994: AOV / 2000: VIVANT

## Bezienswaardigheden

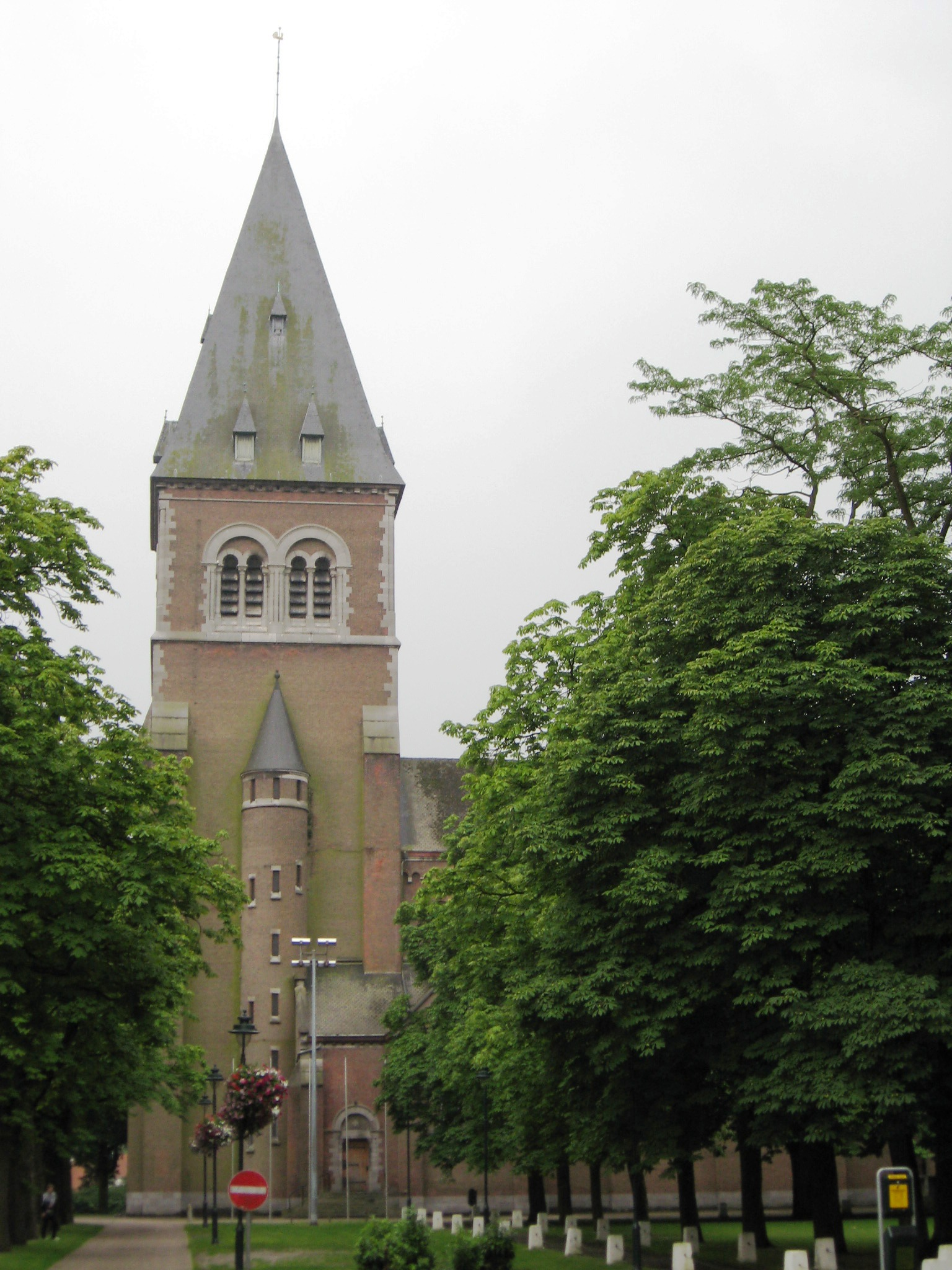
De kerk Onze-Lieve-Vrouw Tenhemelopneming in het centrum

- Het Karmelietessenklooster, aan Koning Albert I plein 31
- De Onze-Lieve-Vrouw-Tenhemelopnemingskerk, aan de Kastanjelaan, is een neoromaanse kerk uit 1903.
- De Leopold I-route is een wandeling langs de belangrijkste bezienswaardigheden, waaronder militair erfgoed, cultuurhistorisch erfgoed en natuurschoon.
- De Chazalwandelroute voert eveneens langs erfgoed.
- De Bergmolen, een molenrestant uit 1846, aan de Molenstraat.
- Belgische militaire begraafplaats van Leopoldsburg
- Tankmonument
- Liberation Garden, oorlogsmuseum over Operatie Market Garden
- Museum van het Kamp van Beverlo
- Museum K-blokken en Oscarkapel

## Natuur en landschap
In de omgeving van Leopoldsburg liggen de volgende natuurgebieden:
- De Lange Heuvelheide, een uitgestrekt heidegebied, in gebruik als militair oefenterrein.
- Het Koninklijk Park, van 40 ha, aangelegd rond het voormalig paleis van de Belgische koning.
- Het Grootdonckbos, ten zuiden van Leopoldsburg
- De natuurgebieden langs de Grote Beek, waaronder de Natte Driehoek, ten zuidwesten van Leopoldsburg.
- De Gerheserbossen, ten westen van Heppen.

## Cultuur

### Dialect
Wat de streektaal betreft, is Leopoldsburg een geval apart. De bevolking is immers afkomstig uit het hele land, want (beroeps)militairen werden door het leger naar "het kamp" gestuurd. De onderlinge voertaal was dan bijna vanzelfsprekend het algemeen Nederlands. Toch hebben de inwoners die geen militair zijn hun eigen kampse dialect.
Ooit sprak men in Leopoldsburg een Limburgs dialect, namelijk Beverloos. Het laatste Limburgs in Leopoldsburg verdween ergens tussen 1907 (het verschijnen van de studie van J. Schrijnen over het verloop van de Uerdingerlijn) en de jaren vijftig (het optekenen van de R.N.D. enquête). Toen de studie van J. Schrijnen in 1907 verscheen was de autochtone bevolking zeker al een minderheid (dus ook zij die het oorspronkelijk dialect spraken). Wat nu doorgaat voor dialect van Leopoldsburg rekent men tot de Noorderkempense dialectgroep van het Brabants.

### Musea
- Het Museum van het Kamp van Beverlo is gewijd aan de geschiedenis van Leopoldsburg, de geschiedenis van het Kamp van Beverlo en militaire geschiedenis.
- Het Museum K-blokken en Oscarkapel is gewijd aan de geschiedenis van de Cavalerie in het Kamp van Beverlo en militaire geschiedenis.
- Het Museum Mijn Koningshuis was een museum dat gewijd was aan het Belgisch vorstenhuis, maar in 2010 werd gesloten. In april 2014 werd het gebouw uiteindelijk volledig afgebroken om plaats te maken voor een rotonde.
- Het Scoutsmuseum is een klein museum dat gewijd is aan de scouting.
- Liberation Garden, een oorlogsmuseum over Operatie Market Garden en WOII.

## Mobiliteit
- Vliegveld Leopoldsburg

## Geboren
- Leo Wouters (1902-1987), politicus
- Edgard Vanthilt (1909-1973), politicus
- Jef Geys (1934-2018), beeldhouwer, fotograaf
- Door Steyaert (1936-2021), politicus
- Pieter Stockmans (1940), ontwerper, keramist